# Anne Sofie von Otter
Anne Sofie von Otter (* 9. května 1955 Stockholm) je švédská mezzosopranistka.

## Život
Narodila se ve Stockholmu v rodině švédského diplomata barona Görana von Otter. Vyrůstala v Bonnu, Londýně a Stockholmu. Po studiích zpěvu ve Stockholmu a v Londýně byla angažována ve švýcarské Basileji, kde debutovala roku 1983 rolí Alciny v Haydnově opeře Orlando paladino. V Royal Opera House v Covent Garden debutovala roku 1985 a o dva roky později vystoupila poprvé v milánské La Scale. Následujícího roku 1988 zpívala poprvé v newyorské Metropolitní opeře postavu Cherubína v Mozartově opeře Figarova svatba.
Představila se v operních rolích skladatelů Wolfganga Amadea Mozarta, Georga Friedricha Händela, Claudia Monteverdiho a jako Carmen ve stejnojmenné opeře Georgese Bizeta. V recitálech zpívá písně Gustava Mahlera, Johannesa Brahmse, Edvarda Griega, Hugo Wolfa, Jeana Sibelia a dalších, zejména skandinávských autorů.
V roce 2004 nahrála album italské a anglické barokní hudby Music for a While, se skladbami Johna Dowlanda, Benedetta Ferrariho, Girolama Frescobaldiho, Roberta Johnsona, Johanna Hieronyma Kapsbergera, Claudia Monteverdiho, Henryho Purcella, Giulia Cacciniho, Bernarda Storaceho a Barbary Strozziové. Jejími partnery na této nahrávce byli Jakob Lindberg, Anders Ericson a Jory Vinikour.
V roce 2007 zorganizovala poctu židovským skladatelům, kteří prošli koncentračním táborem Terezín. Album s názvem Terezín / Theresienstadt obsahuje nahrávky skladeb autorů Pavla Haase, Hanse Krásy, Martina Romana, Ervína Schulhoffa, Adolfa Strausse, Karla Švenka, Carla Sigmunda Taubeho, Viktora Ullmanna a Ilsy Weberové. Na realizaci se podíleli interpreti Bengt Forsberg, Christian Gerhaher a Daniel Hope.
V roce 2016 pro ni objednal umělecký vedoucí Philharmonia Baroque Orchestra dirigent Nicholas McGegan tři písně u americké sladatelky Caroline Shaw. V letech 2016-2019 tak vznikl cyklus Is a Rose, který sestává z písní The Edge (2017), na text Jacoba Polley, Red, Red Rose (2016), na text Roberta Burnse a And So (2018), na slova Caroline Shaw, Roberta Burnse, Gertrudy Stein a Billy Joela.Cyklus byl poprvé uveden 6. března 2019 v Bing Concert Hall, Stanford. Během března 2020 byl nahrán na albu PBO & Caroline Shaw, Philharmonia Baroque Orchestra & Chorale, 2020.

## Ocenění
Je držitelkou ceny Rolf Schock Prize, obdržela také cenu Grammy.

## Osobní život
Anne Sofie von Otter je provdaná za herce a divadelního režiséra Bennyho Fredrikssona a má dvě děti.